# Phường 7, Quận 5
Phường 7 là một phường cũ thuộc Quận 5, Thành phố Hồ Chí Minh, Việt Nam.
Phường 7 có diện tích 0,25 km², dân số năm 2021 là 9.789 người,  mật độ dân số đạt 39.156 người/km².

## Lịch sử
Ngày 16 tháng 6 năm 2025, Ủy ban Thường vụ Quốc hội ban hành Nghị quyết số 1685/NQ-UBTVQH15 về việc sắp xếp các đơn vị hành chính cấp xã của tỉnh TP HCM năm 2025. Theo đó, sắp xếp toàn bộ diện tích tự nhiên, quy mô dân số của Phường 5, Phường 7, Phường 9 (Quận 5) thành phường mới có tên gọi là phường An Đông.